# Karl Christian Schmidt
Karl Christian Schmidt (* 24. März 1808 in Stuttgart; † 15. November 1892 ebenda) war ein deutscher Historien- und Porträtmaler sowie Lithograf.

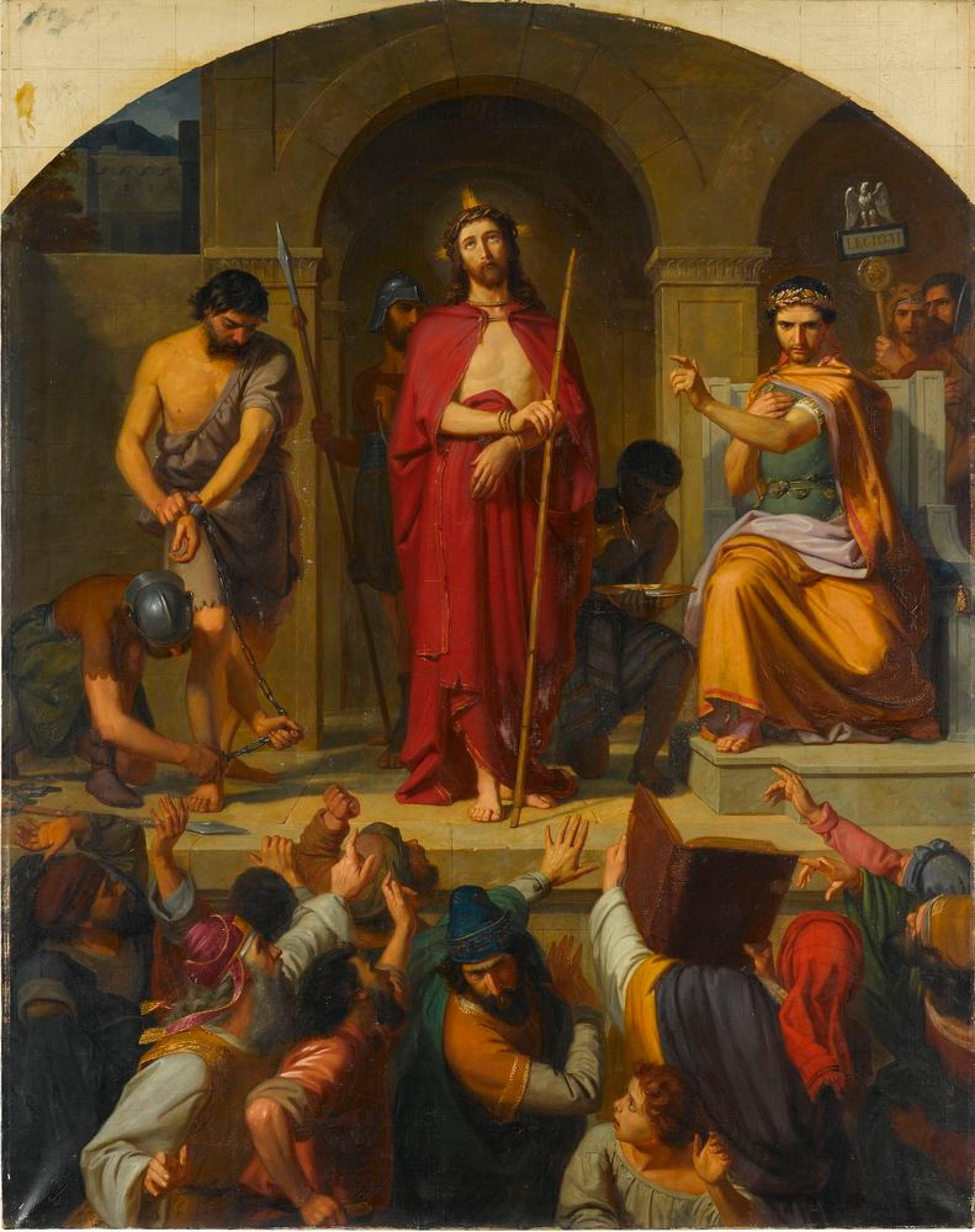
Karl Christian Schmidt: Christus von Pilatus dem Volke gezeigt, 1861

## Leben
Schmidt war der Sohn eines Webermeisters. Vor 1826 war er Schüler von Johann Gotthard von Müller in Stuttgart, zwischen 1826 und 1830 nahm er Unterricht in Porträtmalerei an der Königlichen Akademie der Bildenden Künste in München bei Peter von Cornelius. Um 1834/35 war er Schüler von Jean-Auguste-Dominique Ingres in Paris, nach 1835 Lehrer für Schattenlehre und Perspektive an der Königlichen Kunstschule in Stuttgart.

## Werke (Auswahl)
- 1832: Lithografie des Gemäldes Apollo unter den Hirten von Gottlieb Schick
- 1839: Erscheinung der Engel bei den Hirten
- 1843: Töchterlein der Wirthin nach Ludwig Uhlands Gedicht Der Wirthin Töchterlein[4]
- 1861: Christus von Pilatus dem Volke gezeigt, Öl auf Leinwand, Staatsgalerie Stuttgart
- 1865: Altargemälde, Rottenburg am Neckar, Evangelische Kirche, 1956 entfernt[5]
- Maria und Johannes am Grabe Christi

Schriften
- Proportionsschlüssel: Neues System der Verhältnisse des menschlichen Körpers für bildende Künstler, Anatomen und Freunde der Naturwissenschaft. Ebner & Seubert, Stuttgart 1849.
- Proportionslehre des menschlichen Körpers, nach dem in seinem Proportionsschlüssel erstmals veröffentlichten Axensystem dargestellt. Tübingen 1882.[6]